# Piario
Piazza Brembana là một đô thị ở tỉnh Bergamo trong vùng Lombardia của nước Ý, có vị trí cách khoảng 70 km về phía đông bắc của Milano và khoảng 30 km về phía bắc của Bergamo. Tại thời điểm ngày 31 tháng 12 năm 2004, đô thị này có dân số 1.214 người và diện tích là 6,5 km².
Piazza Brembana giáp các đô thị: Camerata Cornello, Cassiglio, Lenna, Olmo al Brembo, Piazzolo, Valnegra.